# 1876 dans les chemins de fer
Chronologie des chemins de fer
1875 dans les chemins de fer - 1876 - 1877 dans les chemins de fer

## Évènements
- États-Unis : inauguration de la ligne de chemin de fer entre New York et San Francisco. Catastrophe d'Ashtabula le 29 décembre.
- Prusse : nationalisation des lignes de chemin de fer.

### Mars
- 25 mars.  France :   ouverture de la section Sainte-Pazanne - Machecoul de la ligne Nantes - La Roche-sur-Yon par Challans (Compagnie des chemins de fer nantais).

### Mai
- 15 mai.  France :   ouverture de la ligne Strasbourg - Lauterbourg.

- 22 mai.  France :   ouverture de la section Le Pouzin – Le Teil de la Ligne de Givors-Canal à Grezan.

### Juillet
- 8 juillet.  France :   ouverture de la section Luc-sur-Mer – Saint-Aubin-sur-Mer de la ligne de Caen à la mer.

### Août
- 31 août.  France :   ouverture de la section Saint-Aubin-sur-Mer – Courseulles de la ligne de Caen à la mer.

### Novembre
- 22 novembre, Angleterre : accident ferroviaire en gare de Heeley à Sheffield.

- 27 novembre.  France :   ouverture de la Ligne de Saint-Auban à Digne. (PLM)